# Tomáš Řehoř
Tomáš Řehoř (* 7. srpna 1977) je bývalý český fotbalista, záložník.

## Fotbalová kariéra
V české lize hrál za SK Dynamo České Budějovice. Nastoupil v 5 ligových utkáních. Ve druhé lize hrál i za FK Mladá Boleslav a SK Spolana Neratovice. Reprezentoval Česko v dorosteneckých kategoriích.

## Ligová bilance
| Ročník                          | Zápasy | Góly | Klub                       |
| ------------------------------- | ------ | ---- | -------------------------- |
| 1. česká fotbalová liga 1995/96 | 3      | 0    | SK Dynamo České Budějovice |
| Gambrinus liga 1997/98          | 2      | 0    | SK Dynamo České Budějovice |
| 2. česká fotbalová liga 1999/00 | 23     | 1    | FK Mladá Boleslav          |
| 2. česká fotbalová liga 2000/01 | 12     | 0    | SK Spolana Neratovice      |
| 2. česká fotbalová liga 2001/02 | 2      | 0    | SK Dynamo České Budějovice |
| CELKEM 1. česká liga            | 5      | 0    |                            |